# Selección femenina de voleibol de Colombia
La selección femenina de voleibol de Colombia es la selección nacional de voleibol de Colombia, gerenciada por la Federación Colombiana de Voleibol. Participa en los torneos organizados por la Confederación Sudamericana de Voleibol (CSV), así como en los de la Federación Internacional de Voleibol (FIVB). Actualmente, se encuentra bajo la dirección técnica del brasileño de origen italiano Antonio Rizola y busca hacerse un lugar dentro del ambiente mundial del deporte de la net alta. Colombia siempre fue un equipo joven y con un bajo nivel de juego, pero su participación en el campeonato sudamericano realizado en el Callao dejó sorprendido a más de uno, con una potente escuadra como nunca antes en su historia lo tuvo, entre ellas a las estelares de la liga 
italiana como Kenny Moreno, Paola Ampudia y su carta bajo la manga, la colombiana Madelaynne Montaño, que juega en la liga coreana y que posee el récord mundial de puntos en un partido con cincuenta y tres puntos. Estas jugadoras que no habían jugado antes para su selección hoy prometen a Colombia un vóley de gran nivel. La actual ubicación de Colombia en la clasificación mundial de la FIVB es el puesto 18.

## Equipo actual
La siguiente es la lista de  Cundinamarca en los Juegos Panamericanos 2019.
Director técnico: Antonio Rizola
| N.º | Nombre              | Cumpleaños           | Altura  | Peso  | Ataque  | Bloque  | Posición | Club 2019                   | Clasificación |
| --- | ------------------- | -------------------- | ------- | ----- | ------- | ------- | -------- | --------------------------- | ------------- |
| 6   | Valerin Carabali    | 25/10/2000 (24 años) | 1.83 cm | 67 kg | 3.01 cm | 2.86 cm | Central  | UTE Volley                  | 2448          |
| 1   | Darlevis Mosquera   | 23/06/2000 (25 años) | 1.80 cm | 51 kg | 3.06 cm | 2.96 cm | Central  | Liga Bolivarense            | 4383          |
| 6   | Angie Velásquez     | 13/06/2000 (25 años) | 1.71 cm | 58 kg | 2.72 cm | 2.64 cm | Armadora | Liga de Cundinamarca        | 3999          |
| 8   | Juliana Toro        | 29/01/1995 (30 años) | 1.66 cm | 55 kg | 2.57 cm | 2.46 cm | Libero   | Liga de Antioquia           | 3557          |
| 3   | Dayana Segovia      | 24/03/1996 (29 años) | 1.82 cm | 65 kg | 3.10 cm | 2.98 cm | Opuesta  | Béziers Volley              | 2067          |
| 10  | Ana Karina Olaya    | 13/09/2002 (22 años) | 1.87 cm | 78 kg | 3.20 cm | 3.03 cm | Punta    | AJM/Porto FC                | 3716          |
| 13  | Camila Gómez        | 06/07/1995 (30 años) | 1.58 cm | 61 kg | 2.83 cm | 2.50 cm | Libero   | Texas A&M University        | 1181          |
| 15  | Alejandra Marín (C) | 04/11/1995 (29 años) | 1.78 cm | 68 kg | 2.81 cm | 2.70 cm | Armadora | Curitiba Volei              | 1193          |
| 18  | Margarita Martínez  | 19/05/1995 (30 años) | 1.78 cm | 71 kg | 2.93 cm | 2.81 cm | Punta    | Volley Club Marcq-en-Barœul | 2480          |
| 19  | Amanda Coneo        | 20/12/1996 (28 años) | 1.78 cm | 74 kg | 3.15 cm | 3.05 cm | Punta    | RC Cannes                   | 1836          |
| 20  | Verónica Pasos      | 15/06/1996 (29 años) | 1.79 cm | 71 kg | 2.94 cm | 2.77 cm | Punta    | Liga Antioquia              | 4583          |
| 16  | Melissa Rangel      | 16/10/1994 (30 años) | 1.93 cm | 70 kg | 3.05 cm | 3.00 cm | Central  | Alianza Lima                | 1776          |

## Campeonato Mundial
Medallas:
- Medallas de oro: 0
- Medallas de plata: 0
- Medallas de bronce: 0

| Campeonato Mundial de Voleibol Femenino | Campeonato Mundial de Voleibol Femenino | Campeonato Mundial de Voleibol Femenino | Campeonato Mundial de Voleibol Femenino | Campeonato Mundial de Voleibol Femenino | Campeonato Mundial de Voleibol Femenino |
| --------------------------------------- | --------------------------------------- | --------------------------------------- | --------------------------------------- | --------------------------------------- | --------------------------------------- |
| 1952:                                   | No clasificó                            | 1956:                                   | No clasificó                            | 1960:                                   | No clasificó                            |
| 1962:                                   | No clasificó                            | 1967:                                   | No clasificó                            | 1970:                                   | No clasificó                            |
| 1974:                                   | No clasificó                            | 1978:                                   | No clasificó                            | 1982:                                   | No clasificó                            |
| 1986:                                   | No clasificó                            | 1990:                                   | No clasificó                            | 1994:                                   | No clasificó                            |
| 1998:                                   | No clasificó                            | 2002:                                   | No clasificó                            | 2006:                                   | No clasificó                            |
| 2010:                                   | No clasificó                            | 2014:                                   | No clasificó                            | 2018:                                   | No clasificó                            |
| 2022:                                   | Clasificada                             |                                         |                                         |                                         |                                         |

## Copa Mundial
Medallas:
- Medallas de oro: 0
- Medallas de plata: 0
- Medallas de bronce: 0

| Copa Mundial de Voleibol Femenino | Copa Mundial de Voleibol Femenino | Copa Mundial de Voleibol Femenino | Copa Mundial de Voleibol Femenino | Copa Mundial de Voleibol Femenino | Copa Mundial de Voleibol Femenino |
| --------------------------------- | --------------------------------- | --------------------------------- | --------------------------------- | --------------------------------- | --------------------------------- |
| 1973:                             | No clasificó                      | 1977:                             | No clasificó                      | 1981:                             | No clasificó                      |
| 1985:                             | No clasificó                      | 1989:                             | No clasificó                      | 1991:                             | No clasificó                      |
| 1995:                             | No clasificó                      | 1999:                             | No clasificó                      | 2003:                             | No clasificó                      |
| 2007                              | No clasificó                      | 2011                              | No clasificó                      | 2015                              | No clasificó                      |
| 2019                              | No clasificó                      | 2023                              | Por definir                       |                                   |                                   |

## Campeonato Sudamericano
Medallas:
- Medallas de oro: 0
- Medallas de plata: 3
- Medallas de bronce: 2

| Campeonato Sudamericano de Voleibol Femenino | Campeonato Sudamericano de Voleibol Femenino | Campeonato Sudamericano de Voleibol Femenino | Campeonato Sudamericano de Voleibol Femenino | Campeonato Sudamericano de Voleibol Femenino | Campeonato Sudamericano de Voleibol Femenino |
| -------------------------------------------- | -------------------------------------------- | -------------------------------------------- | -------------------------------------------- | -------------------------------------------- | -------------------------------------------- |
| 1951:                                        | Desconocido                                  | 1956:                                        | Desconocido                                  | 1958:                                        | No participó                                 |
| 1961:                                        | No participó                                 | 1962:                                        | No participó                                 | 1964:                                        | No participó                                 |
| 1967:                                        | No participó                                 | 1969:                                        | 6.º puesto                                   | 1971:                                        | 7.º puesto                                   |
| 1973:                                        | 7.º puesto                                   | 1975:                                        | No participó                                 | 1977:                                        | No participó                                 |
| 1979:                                        | No participó                                 | 1981:                                        | No participó                                 | 1983:                                        | 5.º puesto                                   |
| 1985:                                        | 4.º puesto                                   | 1987:                                        | No participó                                 | 1989:                                        | No participó                                 |
| 1991:                                        | 3.er puesto                                  | 1993:                                        | 4.º puesto                                   | 1995:                                        | 5.º puesto                                   |
| 1997:                                        | No participó                                 | 1999:                                        | No participó                                 | 2001:                                        | No participó                                 |
| 2003:                                        | 4.º puesto                                   | 2005:                                        | No participó                                 | 2007:                                        | No participó                                 |
| 2009:                                        | 4.º puesto                                   | 2011:                                        | 4.º puesto                                   | 2013:                                        | 4.º puesto                                   |
| 2015:                                        | 3.er puesto                                  | 2017:                                        | 2.º puesto                                   | 2019:                                        | 2.º puesto                                   |
| 2021:                                        | 2.º puesto                                   |                                              |                                              |                                              |                                              |

## Juegos Olímpicos de Verano
Medallas:
- Medallas de oro: 0
- Medallas de plata: 0
- Medallas de bronce: 0

| Juegos Olímpicos de Verano | Juegos Olímpicos de Verano | Juegos Olímpicos de Verano | Juegos Olímpicos de Verano | Juegos Olímpicos de Verano | Juegos Olímpicos de Verano |
| -------------------------- | -------------------------- | -------------------------- | -------------------------- | -------------------------- | -------------------------- |
| 1964:                      | No clasificó               | 1968:                      | No clasificó               | 1972:                      | No clasificó               |
| 1976:                      | No clasificó               | 1980:                      | No clasificó               | 1984:                      | No clasificó               |
| 1988:                      | No clasificó               | 1992:                      | No clasificó               | 1996:                      | No clasificó               |
| 2000:                      | No clasificó               | 2004:                      | No clasificó               | 2008:                      | No clasificó               |
| 2012:                      | No clasificó               | 2016:                      | No clasificó               | 2020:                      | No clasificó               |
| 2024:                      | Por definir                |                            |                            |                            |                            |

## Juegos Panamericanos
Medallas:
- Medallas de oro: 0
- Medallas de plata: 1
- Medallas de bronce: 0

| Juegos Panamericanos | Juegos Panamericanos | Juegos Panamericanos | Juegos Panamericanos | Juegos Panamericanos | Juegos Panamericanos |
| -------------------- | -------------------- | -------------------- | -------------------- | -------------------- | -------------------- |
| 1955:                | No participó         | 1959:                | No participó         | 1963:                | No participó         |
| 1967:                | No participó         | 1971:                | 7.º puesto           | 1975:                | No participó         |
| 1979:                | No participó         | 1983:                | No participó         | 1987:                | No participó         |
| 1991:                | No participó         | 1995:                | No participó         | 1999:                | No participó         |
| 2003:                | No participó         | 2007:                | No participó         | 2011:                | No Clasificó         |
| 2015:                | No participó         | 2019:                | 2.º puesto           | 2023:                | 6.º puesto           |

## Juegos Bolivarianos
Medallas:
- Medallas de oro: 2
- Medallas de plata: 0
- Medallas de bronce: 3

| Juegos Bolivarianos | Juegos Bolivarianos | Juegos Bolivarianos | Juegos Bolivarianos | Juegos Bolivarianos | Juegos Bolivarianos |
| ------------------- | ------------------- | ------------------- | ------------------- | ------------------- | ------------------- |
| 1993:               | Desconocido         | 1997:               | Desconocido         | 2001:               | 1.er puesto         |
| 2005:               | 3.er puesto         | 2009:               | No participó        | 2013:               | 3.er puesto         |
| 2017:               | 3.er puesto         | 2022:               | 1.er puesto         | 2024:               | Por definir         |

## Copa Panamericana
Medallas:
- Medallas de oro: 0
- Medallas de plata: 1
- Medallas de bronce: 1

| Copa Panamericana de Voleibol Femenino | Copa Panamericana de Voleibol Femenino | Copa Panamericana de Voleibol Femenino | Copa Panamericana de Voleibol Femenino | Copa Panamericana de Voleibol Femenino | Copa Panamericana de Voleibol Femenino |
| -------------------------------------- | -------------------------------------- | -------------------------------------- | -------------------------------------- | -------------------------------------- | -------------------------------------- |
| 2002:                                  | No clasificó                           | 2003:                                  | No clasificó                           | 2004:                                  | No clasificó                           |
| 2005:                                  | No clasificó                           | 2006:                                  | No clasificó                           | 2007:                                  | No clasificó                           |
| 2008:                                  | No clasificó                           | 2009:                                  | No clasificó                           | 2010:                                  | No clasificó                           |
| 2011:                                  | No clasificó                           | 2012:                                  | 11.º puesto                            | 2013:                                  | 9.º puesto                             |
| 2014:                                  | Primera ronda                          | 2015:                                  | 8.º puesto                             | 2016:                                  | 7.º puesto                             |
| 2017:                                  | 7.º puesto                             | 2018:                                  | 5.º puesto                             | 2019:                                  | 3.er puesto                            |
| 2021:                                  | No participó                           | 2022:                                  | 2.º puesto                             |                                        |                                        |

## Campeonato Sudamericano Juvenil
Medallas:
- Medallas de oro: 0
- Medallas de plata: 0
- Medallas de bronce: 3

| Campeonato Sudamericano de Voleibol Femenino Sub-20 | Campeonato Sudamericano de Voleibol Femenino Sub-20 | Campeonato Sudamericano de Voleibol Femenino Sub-20 | Campeonato Sudamericano de Voleibol Femenino Sub-20 | Campeonato Sudamericano de Voleibol Femenino Sub-20 | Campeonato Sudamericano de Voleibol Femenino Sub-20 |
| --------------------------------------------------- | --------------------------------------------------- | --------------------------------------------------- | --------------------------------------------------- | --------------------------------------------------- | --------------------------------------------------- |
| 1972:                                               | Desconocido                                         | 1974:                                               | Desconocido                                         | 1976:                                               | Desconocido                                         |
| 1978:                                               | Desconocido                                         | 1980:                                               | Desconocido                                         | 1982:                                               | Desconocido                                         |
| 1984:                                               | 3.er puesto                                         | 1986:                                               | Desconocido                                         | 1988:                                               | Desconocido                                         |
| 1990:                                               | Desconocido                                         | 1992:                                               | 5.º puesto                                          | 1994:                                               | 4.º puesto                                          |
| 1996:                                               | 4.º puesto                                          | 1998:                                               | 5.º puesto                                          | 2000:                                               | 5.º puesto                                          |
| 2002:                                               | No participó                                        | 2004:                                               | No participó                                        | 2006:                                               | 5.º puesto                                          |
| 2008:                                               | 5.º puesto                                          | 2010:                                               | 4.º puesto                                          | 2012:                                               | 3.er puesto                                         |
| 2014:                                               | 5.º puesto                                          | 2016:                                               | No participó                                        | 2018:                                               | 5.º puesto                                          |
| 2022:                                               | 3.er puesto                                         |                                                     |                                                     |                                                     |                                                     |

## Campeonato Mundial Juvenil
Medallas:
- Medallas de oro: 0
- Medallas de plata: 0
- Medallas de bronce: 0

| Campeonato Mundial de Voleibol Femenino Sub-20 | Campeonato Mundial de Voleibol Femenino Sub-20 | Campeonato Mundial de Voleibol Femenino Sub-20 | Campeonato Mundial de Voleibol Femenino Sub-20 | Campeonato Mundial de Voleibol Femenino Sub-20 | Campeonato Mundial de Voleibol Femenino Sub-20 |
| ---------------------------------------------- | ---------------------------------------------- | ---------------------------------------------- | ---------------------------------------------- | ---------------------------------------------- | ---------------------------------------------- |
| 1977:                                          | No clasificó                                   | 1981:                                          | No clasificó                                   | 1985:                                          | No clasificó                                   |
| 1987:                                          | No clasificó                                   | 1989:                                          | No clasificó                                   | 1991:                                          | No clasificó                                   |
| 1993:                                          | No clasificó                                   | 1995:                                          | No clasificó                                   | 1997:                                          | No clasificó                                   |
| 1999:                                          | No clasificó                                   | 2001:                                          | No clasificó                                   | 2003:                                          | No clasificó                                   |
| 2005:                                          | No clasificó                                   | 2007:                                          | No clasificó                                   | 2009:                                          | No clasificó                                   |
| 2011:                                          | No clasificó                                   | 2013:                                          | 13.er puesto                                   | 2015:                                          | No clasificó                                   |
| 2017:                                          | No clasificó                                   | 2019:                                          | No clasificó                                   | 2021:                                          | No clasificó                                   |
| 2023                                           | No clasificó                                   |                                                |                                                |                                                |                                                |

## Juegos Olímpicos de la Juventud
Medallas:
- Medalla de oro: 0
- Medalla de plata: 0
- Medalla de bronce: 0

| Juegos Olímpicos de la Juventud | Juegos Olímpicos de la Juventud | Juegos Olímpicos de la Juventud | Juegos Olímpicos de la Juventud | Juegos Olímpicos de la Juventud | Juegos Olímpicos de la Juventud |
| ------------------------------- | ------------------------------- | ------------------------------- | ------------------------------- | ------------------------------- | ------------------------------- |
| 2010:                           | No clasificó                    |                                 |                                 |                                 |                                 |

## Copa Panamericana Juvenil
Medallas:
- Medalla de oro: 0
- Medalla de plata: 0
- Medalla de bronce: 1

| Copa Panamericana de Voleibol Femenino Sub-20 | Copa Panamericana de Voleibol Femenino Sub-20 | Copa Panamericana de Voleibol Femenino Sub-20 | Copa Panamericana de Voleibol Femenino Sub-20 | Copa Panamericana de Voleibol Femenino Sub-20 | Copa Panamericana de Voleibol Femenino Sub-20 |
| --------------------------------------------- | --------------------------------------------- | --------------------------------------------- | --------------------------------------------- | --------------------------------------------- | --------------------------------------------- |
| 2011:                                         | No clasificó                                  | 2013:                                         | 3.er puesto                                   | 2015:                                         | No clasificó                                  |
| 2017:                                         | No clasificó                                  | 2019:                                         |                                               | 2021                                          |                                               |

## Campeonato Sudamericano de Menores
Medallas:
- Medallas de oro: 0
- Medallas de plata: 0
- Medallas de bronce: 0

| Campeonato Sudamericano de Voleibol Femenino Sub-18 | Campeonato Sudamericano de Voleibol Femenino Sub-18 | Campeonato Sudamericano de Voleibol Femenino Sub-18 | Campeonato Sudamericano de Voleibol Femenino Sub-18 | Campeonato Sudamericano de Voleibol Femenino Sub-18 | Campeonato Sudamericano de Voleibol Femenino Sub-18 |
| --------------------------------------------------- | --------------------------------------------------- | --------------------------------------------------- | --------------------------------------------------- | --------------------------------------------------- | --------------------------------------------------- |
| 1978:                                               | No participó                                        | 1980:                                               | No participó                                        | 1982:                                               | No participó                                        |
| 1984:                                               | No participó                                        | 1986:                                               | 4.º puesto                                          | 1988:                                               | No participó                                        |
| 1990:                                               | No participó                                        | 1992:                                               | No participó                                        | 1994:                                               | No participó                                        |
| 1996:                                               | 4.º puesto                                          | 1998:                                               | No participó                                        | 2000:                                               | No participó                                        |
| 2002:                                               | No participó                                        | 2004:                                               | 6.º puesto                                          | 2006:                                               | No participó                                        |
| 2008:                                               | 5.º puesto                                          | 2010:                                               | 5.º puesto                                          | 2012:                                               | 8.º puesto                                          |
| 2014:                                               | 4.º puesto                                          | 2016:                                               | 4.º puesto                                          | 2018:                                               | 4.º puesto                                          |
| 2020:                                               |                                                     | 2022:                                               |                                                     | 2024:                                               |                                                     |

## Campeonato Mundial de Menores
Medallas:
- Medalla de oro: 0
- Medalla de plata: 0
- Medalla de bronce: 0

| Campeonato Mundial de Voleibol Femenino Sub-18 | Campeonato Mundial de Voleibol Femenino Sub-18 | Campeonato Mundial de Voleibol Femenino Sub-18 | Campeonato Mundial de Voleibol Femenino Sub-18 | Campeonato Mundial de Voleibol Femenino Sub-18 | Campeonato Mundial de Voleibol Femenino Sub-18 |
| ---------------------------------------------- | ---------------------------------------------- | ---------------------------------------------- | ---------------------------------------------- | ---------------------------------------------- | ---------------------------------------------- |
| 1989:                                          | No clasificó                                   | 1991:                                          | No clasificó                                   | 1993:                                          | No clasificó                                   |
| 1995:                                          | No clasificó                                   | 1997:                                          | No clasificó                                   | 1999:                                          | No clasificó                                   |
| 2001:                                          | No clasificó*                                  | 2003:                                          | No clasificó                                   | 2005:                                          | No clasificó                                   |
| 2007:                                          | No clasificó                                   | 2009:                                          | No clasificó                                   | 2011:                                          | No clasificó                                   |
| 2013:                                          | No clasificó                                   | 2015:                                          | No clasificó                                   | 2017:                                          | 14.º puesto                                    |
| 2019                                           | No clasificó                                   | 2021                                           | No clasificó                                   |                                                |                                                |

## Copa Panamericana Menores
Medallas:
- Medallas de oro: 1
- Medallas de plata: 0
- Medallas de bronce: 0

| Copa Panamericana de Voleibol Femenino Sub-18 | Copa Panamericana de Voleibol Femenino Sub-18 | Copa Panamericana de Voleibol Femenino Sub-18 | Copa Panamericana de Voleibol Femenino Sub-18 | Copa Panamericana de Voleibol Femenino Sub-18 | Copa Panamericana de Voleibol Femenino Sub-18 |
| --------------------------------------------- | --------------------------------------------- | --------------------------------------------- | --------------------------------------------- | --------------------------------------------- | --------------------------------------------- |
| 2011:                                         | No clasificó                                  | 2013:                                         | 7.º puesto                                    | 2017:                                         | 1.er puesto                                   |
| 2019:                                         | No participó                                  |                                               |                                               |                                               |                                               |

## Otros palmarés

### Torneos amistosos
- Copa Federación (1): 2012
- Copa Internacional Mozzarbet (1): 2022